# Sieben Tage (Zeitschrift)
Sieben Tage. Funkblätter mit Programm war eine Rundfunkprogrammzeitschrift in Berlin von 1931 bis 1939.

## Geschichte
Am 22. März 1931 erschien die erste Ausgabe von Sieben Tage im Ullstein Verlag.  Sie war die erste Programmzeitschrift in Europa, die nur für Rundfunkprogramme gemacht war. Jedes Heft hatte 28 Seiten und kostete 20 Pfennig. Es  war 48 × 32 cm groß und erschien anfangs immer freitags. 
Sieben Tage enthielt die Rundfunkprogramme für viele Sender im Deutschen Reich, außerdem Berichte über vergangene Sendungen und weitere Texte zu Themen des Rundfunks. Chefredakteur war Ludwig Kappeller, ein technischer Redakteur Eduard Rhein. 
Die Zeitschrift wurde im ganzen Deutschen Reich und im Ausland verkauft.
Sieben Tage hatte bereits in den ersten Jahren völkische Tendenzen und bewertete aus dieser Perspektive auch einige Rundfunksendungen nach der Ausstrahlung. 
1935 gab es über 200.000 verkaufte Exemplare.
1939 wurde das Erscheinen eingestellt.
Einige Mitarbeiter von Sieben Tage erhielten 1946 Anstellungen bei der neuen Programmzeitschrift Hör zu! des Springer Verlages, so wurde Eduard Rhein dort Chefredakteur.